# Sergio Henao
Sergio Luis Henao Montoya (ur. 10 grudnia 1987 w Rionegro) – kolumbijski kolarz szosowy.
Jego najmocniejszą stroną jest jazda w górach.

## Kariera
Przygodę ze ściganiem młody Kolumbijczyk rozpoczął w 2005 roku, wygrywając dwa etapy wyścigu Vuelta del Porvenir (w kategorii junior) i kończąc imprezę na drugim miejscu, za Rigoberto Uranem. W tym samym roku wystartował w Vuelta a Venezuela (także kategoria junior) i zajął drugą lokatę. Sukcesy w lokalnych wyścigach pozwoliły mu na podpisanie kontraktu z grupą Colombia es Pasión w 2007 roku.
Oznaczało to, że młody Sergio może ścigać się poza Ameryką Południową. I tak, już w 2007 roku wygrał dwa etapy wenezuelskiego wyścigu Clasico Ciclistico Banfoandes. Zajął także drugie miejsce w wyścigu  Norte de Sandander, a zakończył sezon trzecim miejscem w Vuelta a Antioguia i na Mistrzostwach Kolumbii w jeździe indywidualnej na czas U-23.
W 2008 roku wygrał wyścig Vuelta a Colombia w kategorii U-23, zwycięsko wychodząc z walki na dwóch etapach. Dwa lata później udało mu się wygrać na ojczystej ziemi w najwyższej kategorii. Sukces był tym większy, że ponownie wygrał dwa etapy.
W 2011 roku, tuż przed przenosinami do Europy, zajął 2. miejsce w Tour of Utah, wygrywając prolog i 5 etap.
W 2012 roku zadebiutował w Europie, w barwach Sky Procycling, z którą podpisał dwuletni kontrakt. Już w lutym stanął na podium Trofeo Deia, a później finiszował 3. na jednym z etapów wyścigu Vuelta al País Vasco.
Wiosną wziął udział w La Flèche Wallonne, w której zajął 14. miejsce. Znalazł się także w składzie Sky Procycling na Giro d'Italia. Henao pokazał się z dobrej strony, przyjeżdżając kilkakrotnie w drugiej dziesiątce, a na 15. etapie na czwartym miejscu. Wysoka lokata umożliwiła mu przejęcie na dwa etapy koszulki najlepszego zawodnika do lat 25. Stracił ją na rzecz swojego rodaka, Rigoberto Urána na etapie 17.

## Najważniejsze osiągnięcia
2007
- 1. miejsce w wyścigu Clasico Ciclistico Banfoandes
  - 1. miejsce na 4. i 6. etapie
- 3. miejsce w Vuelta a Antioquia
  - 1. miejsce na 3. etapie

2008
- 1. miejsce w klasyfikacji młodzieżowej Vuelta a Colombia
  - 1. miejsce na 2. i 5. etapie

2009
- 1. miejsce w Cinturón Ciclista a Mallorca
  - 1. miejsce na 4. etapie

2010
- 1. miejsce w Vuelta a Colombia
  - 1. miejsce w klasyfikacji punktowej
  - 1. miejsce na 4. i 10. etapie
- 2. miejsce w Vuelta a Antioguia
  - 1. miejsce na 3. etapie

2011
- 4. miejsce w Vuelta a Colombia
- 2. miejsce w Vuelta a Antioguia
- 2. miejsce w Tour of Utah
  - 1. miejsce na prologu i 5. etapie

2012
- 3. miejsce w Trofeo Deia
- 3. miejsce na 4. etapie Vuelta al País Vasco
- 9. miejsce w Giro d'Italia
  - 4. miejsce na 15. etapie
- 3. miejsce w Tour de Pologne
  - 2. miejsce na 6. etapie
- 5. miejsce w Giro di Lombardia

2013
- 2.miejsce w Mallorca Challenge
- 1. miejsce na 3. etapie Volta ao Algarve
- 3. miejsce w Vuelta al País Vasco
  - 1. miejsce na 3. etapie
- 6. miejsce w Amstel Gold Race
- 2. miejsce w La Flèche Wallonne
- 5. miejsce w Tour de Pologne

2015
- 2. miejsce w Vuelta al País Vasco
- 7. miejsce w La Flèche Wallonne
- 7. miejsce w Liège-Bastogne-Liège
- 3. miejsce w Tour of California
- 8. miejsce w Tour de Pologne
  - 1. miejsce na 6. etapie

2016
- 3. miejsce w Tour Down Under
  - 1. miejsce w klasyfikacji górskiej
- 6. miejsce w Paryż-Nicea
- 2. miejsce w Vuelta al País Vasco
  - 1. miejsce w klasyfikacji punktowej

2017
- 1. miejsce w mistrzostwach Kolumbii (start wspólny)
- 1. miejsce w Paryż-Nicea
- 3. miejsce w Gran Premio Miguel Indurain
- 6. miejsce w Amstel Gold Race
- 4. miejsce w La Flèche Wallonne

2018
- 1. miejsce w mistrzostwach Kolumbii (start wspólny)

2024
- 1. miejsce w Tour do Rio
  - 1. miejsce na 1. etapie

2025
- 1. miejsce w Jamaica International Cycling Classic

### Starty w Wielkich Tourach
| Grand Tour | 2012 | 2013 | 2014 | 2015 | 2016 | 2017 | 2018 | 2019 | 2020 | 2021 |
| ---------- | ---- | ---- | ---- | ---- | ---- | ---- | ---- | ---- | ---- | ---- |
| Giro       | 9    | 16   | -    | -    | -    | -    | 13   | -    | -    | -    |
| Tour       | -    | -    | -    | -    | 12   | 28   | -    | 47   | -    | 21   |
| Vuelta     | 14   | 28   | -    | 22   | -    | -    | 28   | 45   | 15   | DNF  |

## Rankingi
| Rok              | 2009 | 2010 | 2011 | 2012 | 2013 | 2014 | 2015 | 2016 | 2017 | 2018 | 2019 | 2020 | 2021 | 2022  | 2023  | 2024 |
| ---------------- | ---- | ---- | ---- | ---- | ---- | ---- | ---- | ---- | ---- | ---- | ---- | ---- | ---- | ----- | ----- | ---- |
| UCI World Tour   |      |      |      | 19.  | 19.  | 218. | 32.  | 14.  | 25.  | 95.  |      |      |      |       |       |      |
| World Ranking    |      |      |      |      |      |      |      | 39.  | 36.  | 126. | 373. | 240. | 433. | 1569. | 1387. | 945. |
| UCI Europe Tour  | 150. | -    | -    |      |      |      |      | 471. | 534. | -    |      |      |      |       |       |      |
| UCI America Tour | 31.  | -    | 3.   |      |      |      |      | 89.  | 48.  | 8.   | 34.  | 18.  | 39.  | 230.  | -     | -    |
|                  |      |      |      |      |      |      |      |      |      |      |      |      |      |       |       |      |
| Źródło: UCI      |      |      |      |      |      |      |      |      |      |      |      |      |      |       |       |      |